# Acanthogyrus maroccanus
Acanthogyrus maroccanus är en hakmaskart som först beskrevs av Dollfus 1951.  Acanthogyrus maroccanus ingår i släktet Acanthogyrus och familjen Quadrigyridae. Inga underarter finns listade i Catalogue of Life.